# Nadelgrat

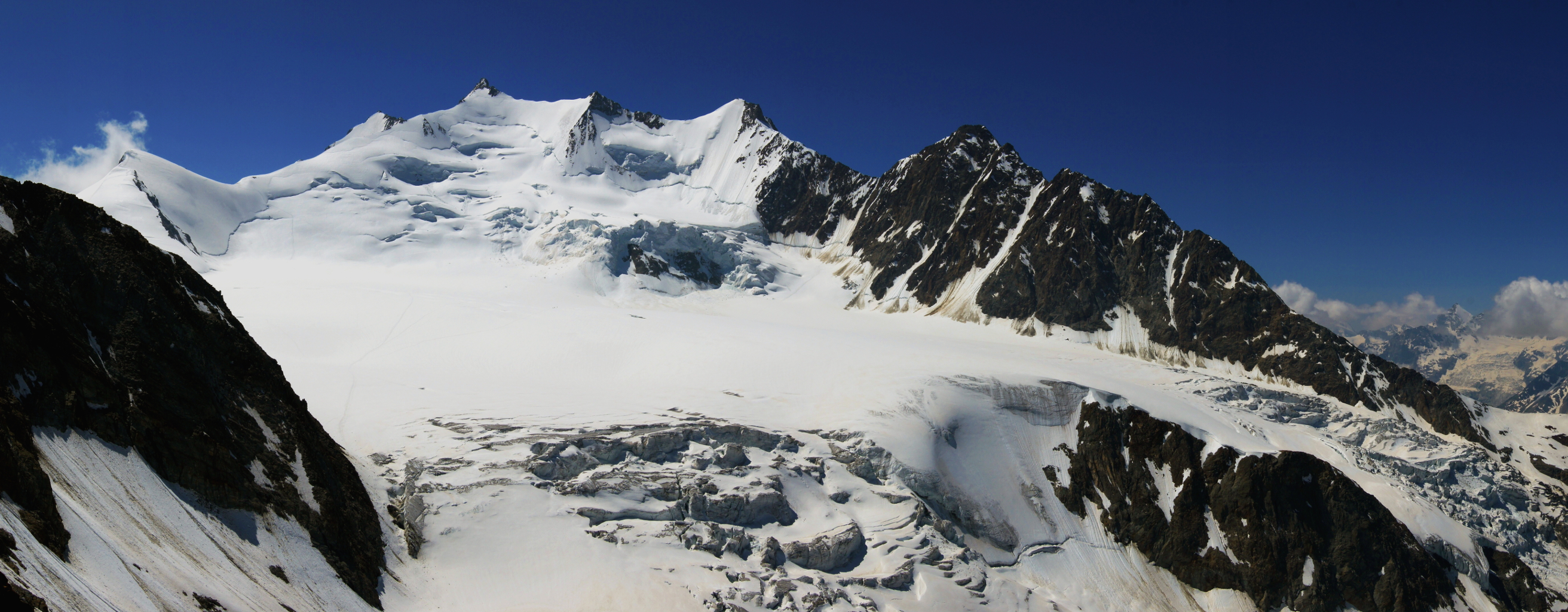
Panoramablick Nadelgrat

Als Nadelgrat wird klassisch der vom Nadelhorn (4327 m ü. M.) nordwestwärts zum Galenjoch sich senkende Abschlussgrat der Mischabelkette in den Walliser Alpen bezeichnet. Vom Nadelhorn folgen das Stecknadelhorn (4241 m), das Hohberghorn (4219 m ü. M.) und das Dürrenhorn (4035 m). Verschiedentlich wird der Grat zur südöstlich des Nadelhorns gelegenen Lenzspitze (4294 m) noch in den Nadelgrat mit einbezogen, das Dürrenhorn hingegen wird bei einer Begehung häufig weggelassen und direkt vom Dürrenjoch (Dirrujoch, 3912 m, früher als Hohbergjoch bezeichnet) über das Windjoch abgestiegen.  
Die Überschreitung des gesamten Nadelgrats gehört zu den angesehensten Grattouren der Alpen, nicht zuletzt da man sich nahezu ständig oberhalb der Viertausendmetergrenze bewegt. 
Eine Seilschaft unter der Führung von Christian Klucker stieg bereits 1892 vom Hohberghorn zur Lenzspitze und stieg von dort zur Domhütte ab. Zwei Jahre später überschritten Alexander Burgener und Moriz Kuffner den Nadelgrat vom Lenzjoch zum Dürrenhorn. Adrian Mazlam und Josef Knubel führten im Juni 1916 als erste die vollständige Überschreitung von Südosten aus, wobei sie auch die Lenzspitze und den nordwestlich gelegenen Galengrat bewältigten. In entgegengesetzter Richtung, vom Dürrenhorn zum Nadelhorn, wurde der Grat im Oktober 1927 erstmals überschritten, ebenfalls von Josef Knubel, dieses Mal in Begleitung des Kartografen Marcel Kurz.